# サレルノ・ベイ (護衛空母)
|           |                                                                           |
| 艦歴      |                                                                           |
| 発注:     |                                                                           |
| 起工:     | 1944年2月7日                                                              |
| 進水:     | 1944年9月26日                                                             |
| 就役:     | 1945年5月19日                                                             |
| 退役:     | 1954年2月16日                                                             |
| その後:   |                                                                           |
| 除籍:     | 1961年6月1日                                                              |
| 性能諸元  |                                                                           |
| 排水量:   | 11,373トン(基準)                                                          |
| 全長:     | 169.9m                                                                    |
| 全幅:     | 32.05m                                                                    |
| 吃水:     | 8.5m                                                                      |
| 機関:     | 4基筒蒸気タービン×2基 スクリュープロペラ×2軸                              |
| 最大速:   | 19ノット                                                                  |
| 航続距離: |                                                                           |
| 乗員:     | 士官、兵員1,066名                                                         |
| 兵装:     | 38口径5インチ単装砲 2基 40mm4連装機銃 3基 40mm連装機銃 12基 20mm機銃 20基 |
| 搭載機:   | 戦闘機×18機 艦上攻撃機×12機                                               |

サレルノ・ベイ (USS Salerno Bay, CVE-110) は、アメリカ海軍の護衛空母。コメンスメント・ベイ級航空母艦の6番艦。

## 艦歴
当初はウィンジャー・ベイ (Winjah Bay) の艦名であったが、1944年2月7日にワシントン州タコマのシアトル・タコマ造船所で起工し、1944年9月26日にウォード・ギルバート夫人によって進水、オレゴン州ポートランドでコマーシャル・アイアン・ワークス社に回航され1944年9月29日に竣工する。1945年5月19日にW・C・ホールト艦長の指揮下就役する。
サレルノ・ベイは6月末に艦載部隊の第5海兵隊護衛空母部隊 (MCVEG-5) を乗艦させた。同部隊は第514海兵隊戦闘航空団 (VMF-514) および第144海兵隊雷撃航空団 (VTMB-144) から構成された。艦は南カリフォルニア州沖で訓練を行い、日本降伏の二日後に第68混成航空団 (VC-68) を乗せ西へ向けて出航する。ハワイ水域で搭載航空団の夜間訓練を行いながら、西への航海を継続し、9月21日に沖縄県の中城湾に到着する。その後渡具知港に移動し、10月初めに台風を避けるため出港する。10月12日に渡具知港に戻り、14日に中国軍の台湾占領を支援するため再び出航する。その後台湾からサイパンに向かい、サイパンで3週間停泊の後第7艦隊から離れグアムに向かう。グアムで帰還兵を乗せ、真珠湾経由でサンディエゴに向かい、12月初めに到着する。同月半ばにパナマ運河地帯経由でヴァージニア州ノーフォークに向かい、12月23日に到着した。
大西洋艦隊に配属されたサレルノ・ベイはパイロットの認証に従事し、1947年まで東海岸沿いおよびカリブ海で活動した。同年春に不活性化が命じられ、6月にノーフォークからボストンに向かい、退役準備とモスボール化に入る。
サレルノ・ベイは10月4日に退役し予備役艦隊で保管、1951年6月20日に再就役する。再就役後の整調訓練は10月に完了し、その後第18空母部隊と共に作戦活動を行う。11月から12月にかけてヴァージニア岬沖およびカリブ海での演習を行い、12月18日にノーフォークに帰還する。翌1952年1月7日に再びカリブ海での作戦活動のため南へ向かい、ノーフォークには2月前半に帰還した。3月に入るとプエルトリコ沖で、4月から7月まではヴァージニア及びカロライナ沖で作戦活動を行う。その後ヨーロッパ配備の準備に入り、8月26日にノーフォークを出航した。途中第173任務部隊に合流し、9月いっぱいをノルウェー沖でのNATO軍演習に従事する。10月前半にジブラルタルへ向かい、その後地中海へ移動し第6艦隊と共に作戦活動を行う。11月末にジブラルタル海峡を再び通過し、12月7日にノーフォークに到着、西大西洋及びカリブ海での演習を再開し、1953年まで継続した。
同年春には朝鮮戦争が休戦に近づき、サレルノ・ベイは再び不活性化が命じられた。6月8日にボストンに帰還し、その後1954年2月16日に二度目の退役がなされる。1959年に AKV-10（貨物航空機運搬艦）に艦種変更され、1961年6月1日に除籍されるまで、サレルノ・ベイは大西洋予備役艦隊で保管された。サレルノ・ベイは1961年10月30日にニューヨークのジャック・ピエロジュニア・アンド・サンズ社を通じてレヴァロリザシオン・デ・マテリアレに売却され、1961年12月14日に海軍から権利が移動した。